# Rachid Rokki
Rachid Rokki (Rouki) (arabski:رشيد روكي; ur. 8 listopada 1974 w Casablance) – marokański piłkarz grający na pozycji napastnika.
Z reprezentacją Maroka wystąpił na Mistrzostwach Świata w Piłce Nożnej 1998.

## Osiągnięcia
- Król Strzelców Ligi Katarskiej: 2002/2003[2]